# (2782) Leonidas
(2782) Leonidas es un asteroide perteneciente al cinturón de asteroides descubierto el 24 de septiembre de 1960 por Ingrid van Houten-Groeneveld, Cornelis Johannes van Houten y Tom Gehrels desde el observatorio del Monte Palomar, Estados Unidos.

## Designación y nombre
Leonidas recibió inicialmente la designación de 2605 P-L.
Posteriormente, en 1990, se nombró en honor del rey de Esparta Leónidas (540-480 a. C.).

## Características orbitales
Leonidas orbita a una distancia media del Sol de 2,684 ua, pudiendo acercarse hasta 2,092 ua y alejarse hasta 3,276 ua. Su inclinación orbital es 3,774 grados y la excentricidad 0,2205. Emplea 1606 días en completar una órbita alrededor del Sol.

## Características físicas
La magnitud absoluta de Leonidas es 13,6.